# Faber & Faber (Deutschland)
Faber & Faber war ein deutscher Verlag mit Sitz in Leipzig.

## Geschichte
Die Faber & Faber Verlag GmbH wurde im September 1990 von Elmar Faber und seinem Sohn Michael Faber in Berlin gegründet und gehört zu der seit 1983 bestehenden Sisyphos-Presse, die Pressendrucke, Kunstbücher, belletristische Werke in bibliophiler Ausstattung und Originalgrafiken verlegte. Das erste Verlagsprogramm von Faber & Faber umfasste 1991 sechs Titel. Die Anfangsjahre galten vor allem dem Ausbau des bibliophilen Programms. Seit der Leipziger Buchmesse 1994 wurde das Programm und die Herstellung von einem Verlagsbüro in Leipzig geleitet. Im Juli 1995 gab der Verlag seinen Berliner Sitz auf und siedelte sich komplett in Leipzig an – ein „Zeichen gegen die Ausblutung des ehedem wichtigsten deutschen Verlagsstandorts“.
Im Verlag erschienen jährlich etwa 15 Neuerscheinungen, die Backlist umfasste circa 100 Titel.
Im Januar 2011 teilte Verlagsgründer Elmar Faber mit, dass der Verlag seine Arbeit vorläufig einstellt und dass er selbst aus Altersgründen Ende März seine aktive verlegerische Tätigkeit beendet. Der Verlag sollte in Familienbesitz bleiben und später möglicherweise fortgeführt werden.
Anfang 2019 teilte Michael Faber mit, dass der Verlag seine Arbeit wieder aufnehmen werde.
Im Oktober 2023 meldete der Verlag Insolvenz an. Nach Michael Faber spielte Corona eine große Rolle, aber auch das veränderte Leseverhalten, die starken Abbrüche in schulischen Leistungen, die schleichende Analphabetisierung trotz hoher Bildungsangebote.

## Verlagsreihen
- Die Graphischen Bücher. Erstlingswerke deutscher Autoren des 20. Jahrhunderts[7]
- Die DDR-Bibliothek
- Die Drucke der Sisyphos-Presse
- Leipziger Liebhaber-Drucke
- Die Plastik-Edition
- Buchkuriosa

Sowie in Kooperation mit anderen Verlagen:
- Kinderbuch Klassiker